# Causa Von Wernich
Se conoce como causa Von Wernich al juicio por delitos de lesa humanidad llevado a cabo en Argentina por el por Tribunal Oral en lo Criminal n.º 1 de La Plata contra el sacerdote Christian Von Wernich, que fue capellán de la Dirección de Investigaciones de la Policía de la Provincia de Buenos Aires. El sacerdote había sido acusado durante el Juicio a las Juntas de haber participado en las torturas de víctimas que permanecieron secuestradas en los centros clandestinos de detención del circuito Camps. Con la declaración de inconstitucionalidad de las leyes de impunidad, los procesos en su contra fueron reabiertos. Fue condenado a prisión perpetua por 34 casos de privación ilegal de la libertad, 31 casos de tortura y 7 homicidios calificados.

## Antecedentes
El Tribunal Oral en lo Criminal n.º 1 de La Plata (causa 2506/07), corroboró la “conspicua intervención” de Von Wernich en el denominado circuito Camps. El militar Ramón Camps estuvo a cargo de la Policía de la Provincia de Buenos Aires, que tuvo bajo su dirección varios de los centros clandestinos de detención ubicados en esa provincia. Según lo investigado por los fiscales, Von Wernich tuvo “actividad comprobable en varios centros clandestinos de detención en los que mantuvo contactos directos con víctimas e imponía tormentos, principalmente psicológicos y morales”, y tenía dos objetivos: obtener información de los detenidos y acallar los reclamos de sus familiares en todo intento de recurrir por ayuda.
La causa es la n.º 3 del registro de la Secretaría Especial, también conocida como causa “Raffo” o “Camps II”, como consecuencia de las investigaciones allí desarrolladas. Von Wernich fue acusado como partícipe necesario en la privación ilegal de la libertad y en las torturas que de esa condición se desprenden. También fue acusado como coautor penalmente responsable del delito de aplicación de torturas.
Los delitos por los que se lo acusó fueron cometidos en su mayoría en el centro clandestino de detención conocido como Puesto Vasco, que funcionaba en una dependencia policial ubicada en Pilcomayo 69 de la localidad de Don Bosco, partido de Quilmes, provincia de Buenos Aires. Otros fueron cometidos en el Comando de Operaciones Tácticas I (COTI Martínez), que funcionaba en el destacamento Caminero de Martínez, avenida del Libertador 14.237, localidad de Martínez, partido de San Isidro, Provincia de Buenos Aires. En tanto, otras en la Brigada de Investigaciones de Quilmes, conocida como “Pozo de Quilmes”, Allison Bell esquina Garibaldi de esa ciudad.
Por otra parte, a partir de la denuncia formulada en 2003 por el fiscal Crous, se formó la causa n.º 7/7768, luego acumulada a la anterior.
En virtud de lo investigado en esta causa, Von Wernich fue juzgado como partícipe secundario en las privaciones ilegales de libertad y se le atribuyó, concretamente, que mediante el acercamiento a las personas privadas de libertad y tras entablar confianza en las visitas que efectuara a centros clandestinos de detención, logró captar la voluntad de las víctimas, quienes creyeron, por su condición de sacerdote, en falsas promesas de que si colaboraban con sus captores recuperarían la libertad. También se lo procesó como partícipe secundario en los tormentos. Finalmente, fue acusado como coautor en los homicidios calificados.

## Imputados
El único imputado en la causa fue el sacerdote católico Von Wernich, que revistó como capellán de la Dirección de Investigaciones de la Policía bonaerense bajo el legajo n.º 14.643, con el cargo de oficial subinspector, entre 1977 y 1978.

## Víctimas
Enrique Brodsky, Eva Gitnatch de Graiver, Juan Amadeo Gramano, Carlos Nèstor torbidoni, Jacobo Timmerman, Osvaldo Papaleo, Julio César Miralles, Juan Destefano, Luis Guillermo Taub, Rafael Perrotta y Rubén Fernando Schell, Rodolfo Pettiná, Héctor Manazi, Ricardo Sanglá, Domingo Moncalvillo, María del Carmen Morettini, Cecilia Idiart, María Magdalena Mainer, Pablo Mainer, Liliana Galarza, Nilda Susana Salomone, Elena de la Cuadra, Héctor Baratti, Luis Velasco, Analía Maffeo, Osvaldo Lovazzano, José María Llantada, Eduardo Kirilovsky, Héctor Ballent, Ramón Miralles, Alberto Liberman, Juan Ramón Nazar, Néstor Bozzi, Ricardo San Martìn, Jorge Andreani, Alberto José Canciani, José Fernando Fanjul Mahía, Luis Larralde, Jorge Osvaldo Gilbert, Carlos Alberto Zaidman, María Mercedes Molina Galarza, María Cristina Bustamante.

## Testigos
Héctor Ballent, Juan Ramón Nazar, Alberto Salomón Liberman y Martín Aberg Cobo, exjuez Federal Julio Miralles, Ramón Miralles, Luisa Guillar Riat de Miralles, Héctor Timerman, Gustavo Timerman, Rafael María Perrotta Bengolea, Dr. Alfredo Abuin, Juan Destéfano, Luis Guillermo Taub, Julio Daich, Juan Miguel Paino, Jorge Raúl Rodríguez, Silvia Fanjul, Lidia Brodsky de Graiver, Isidoro Graiver, Osvaldo Papaleo, Rodolfo Iaccarino, Vicente Romero, María Mercedes Molina Galarza, Ricardo Molina, Carlos Martín Galarza, Lucy Gómez de Mainer, Maricel Mainer, María de los Milagros Mainer, Juan Cristóbal Mainer, Adriana Idiart, Carlos Girart, Adelina de Alaye, Adelina Mona Moncalvillo, María Inés Arbio, Stella María Gómez de García del Corro, Susana Lidia Aguad, Graciela Fernández Meijide, Eugenio Ambrosio Lugones, Héctor Rossi, Carlos Alberto Zaidman, José María Llantada, Eduardo Kirilovsky, María Cristina Bustamante, Luis Velasco Blake, Blanca Rossini, Adriana Archenti, Osvaldo Lovazzano, Zacarías Ángel Moutoukias, Estela de la Cuadra, Segundo Álvarez, Francisco Domingo Fanjul, Adriana Calvo, Alberto Canziani, Alberto Canziani, María Luisa López de Sanglá, Dolores Enriqueta Corona, José Daniel Hilgert, Miguel Ángel Morán, Juan Simón Pérez, sacerdote Rubén Capitanio, Alberto Pedroncini, Nora Úngaro, Adolfo Pérez Esquivel, Roberto Durrieu, Julio Alberto Bulrrich, Alberto Rodríguez Varela, Jaime Smart, monseñor Alejo Guilligan, Juan Torino, Edgardo Frola, Héctor Munilla Lacasa, Miguel Laborde, Rubén Rufino Dri, Nicolasa Zárate de Salamone y Elena Taybo de Pettiná.

## Condena
El 6 de marzo de 2009, el acusado fue hallado culpable de los 42 casos de privación ilegal de la libertad, 31 casos de tortura y 7 homicidio, y fue condenado a la pena de “reclusión perpetua”, por crímenes cometidos en el marco del “genocidio”.
En los fundamentos de la condena los jueces sostuvieron que Christian Federico Von Wernich era "un torturador y asesino que formó parte de un comprobado plan criminal y para llevar adelante su tarea utilizó los hábitos sacerdotales de la Iglesia Católica Apostólica Romana autoatribuyéndose una misión pastoral".
El 27 de marzo de 2009 la Sala I de la Cámara Nacional de Casación Penal, integrada por los doctores Raúl Madueño, Juan Carlos Rodríguez Basavilbaso y Juan Fégoli, confirmó “en todos sus términos” la sentencia a reclusión perpetua, inhabilitación absoluta perpetua, accesorias legales y costas dictada por el Tribunal Oral en lo Criminal Federal n.º 1 de La Plata en octubre de 2007.